# Рум'янцева Надія Василівна
Надія Василівна Рум'янцева (*9 вересня 1930, село  Потапово,  Гжатський район, Смоленська область — † 8 квітня 2008, Москва) —  радянська і  російська акторка театру і кіно, народна артистка РРФСР.

## Біографія
Народилася у простій родині: мати — Рум'янцева Надія Всеволодівна, домогосподарка, батько — Рум'янцев Василь провідник на залізниці.
Надія Рум'янцева після школи вступила до державного інституту театрального мистецтва імені Луначарського. На іспитах прочитала монолог Фамусова, що і визначило її долю. Акторка і педагог Ольга Пижова покладала на Рум'янцеву великі надії, тому взяла її з собою в ВДІК, куди згодом перейшла працювати.
Надія Рум'янцева врешті закінчила Всесоюзний державний інститут кінематографії, але на той час вона вже склалася як акторка в амплуа «травесті». Вона вже багато працювала на сцені  Центрального дитячого театру і знялася у фільмах «Назустріч життю» і «Альоша Птіцин виробляє характер». Після кінофільму «Королева бензоколонки» всі малі кирпаті дівчата дізналися, що і вони можуть стати кінозірками.
1955 року Рум'янцева поступила на службу в Театр-студію кіноактора. Через 6 років вона знялася у фільмі «Дівчата», який приніс їй світову славу. Після «Дівчат» знімалася ще в 24 фільмах. Озвучувала кілька кіноролей: Ніну в «Кавказькій полонянці» і Ніколь у «Як украсти мільйон».
Наприкінці 1960-х на тривалий час перестала зніматися в кіно, оскільки жила за кордоном, супроводжуючи в зарубіжних відрядженнях свого чоловіка, дипломата Віллі Хштояна.
Після повернення до СРСР вдало склалася кар'єра на телебаченні: кожен недільний ранок телевізійний «Будильник», ведучою якого вона була, будив тисячі радянських дітей. Брала участь в озвучуванні загальновідомих в СРСР мультиплікаційних фільмів «38 папуг», «Привіт мавпі», «Бабуся удава». Знялася в епізодичних ролях ще в кількох стрічках, продовжила озвучувати фільми.
За словами близької подруги Галини Пєшкової, «Рум'янцева давно відійшла від кінематографічних справ, … весь час присвячувала сім'ї, чоловіку і дочці Карині». 2006 року знялася в останній у своєму житті телепрограмі «Лінія життя» на каналі «Культура».
1996 року двоє злочинців намагалися пограбувати квартиру акторки. Грабіжників затримав її чоловік, який у молодості займався єдиноборствами, але один із них встиг завдати Надії Рум'янцевій удару по голові. До кінця життя вона мала сильні болі, від яких періодично непритомніла.
Існують різні версії хвороби Надії Рум'янцевої. Говорили, що в неї були серцеві захворювання. Також ходили чутки про серйозне онкологічне захворюванні мозку. Ще одна версія говорила про те, що хвороба почалася 2001 року, коли вона впала зі сходів. Справжня історія хвороби невідома.
Надія Рум'янцева померла в одній з московських клінік, у вівторок ввечері 8 квітня 2008 року о 21:40 за Київським часом, у віці 77 років. Поруч із нею весь останній тиждень був її чоловік.
Похована в суботу 12 квітня 2008 року на Ваганьковському Вірменському кладовищі в  Москві.

## Фільмографія

### Художні фільми
1. 1952 —  Назустріч життю — Маруся Родникова, учениця ремісничого училища
2. 1953 —  Альоша Птіцин виробляє характер — Галя
3. 1955 —  Морський мисливець — Катя
4. 1955 —  Мексиканець — Мей
5. 1955 —  Син — Тамара, профорг 21 ділянки на будівництві
6. 1955 —  Весняні голоси (кіноконцерт) — Ніна Румянцева
7. 1956 —  Море кличе — Настя Федоренко
8. 1957 —  Зоряний хлопчик — лісовий хлопчик
9. 1957 — Гори, моя зоре — Іринка
10. 1958 —  Черговий рейс — Аня
11. 1959 — Непіддатливі — Надя Берестова
12. 1960 —  Тричі воскреслий — Любаша Соловйова, обліковиця на заводі
13. 1961 —  Вільний вітер — Пепіта
14. 1961 —  Дівчата — Тося
15. 1963 — Королева бензоколонки — Людмила Василівна Добрийвечір
16. 1963 —  Полустанок — рахівниця Сіма
17. 1964 —  Павлуха — Леля
18. 1964 —  Одруження Бальзамінова — Раїса
19. 1964 —  Легке життя — Галя Бочкіна
20. 1966 — Чорт із портфелем
21. 1966 —  Міцний горішок — Рая Орєшкіна
22. 1975 —  Ау-у!
23. 1976 —  Неповнолітні — мати Альки
24. 1981 —  Проданий сміх — Емма Рикерт
25. 1981 —  Таємниця, відома всім — «Саламандра», капітанка піратів
26. 1983 —  Одружений холостяк — Зайцева
27. 1988 —  НП районного масштабу
28. 1990 —  Стерв'ятники на дорогах
29. 2004 —  Дивна долина — Айша
30. 2005 —  Несподівана радість — Марія Іванівна
31. 2008 — Селище — Алевтина

### Озвучування фільмів
1. 1951 — Два гроша надії — Кармела
2. 1965 — Повітряні пригоди — Патрісія Ронслей
3. 1966 — Кавказька полонянка, або нові пригоди Шурика — Ніна
4. 1966 — Як украсти мільйон — Ніколь Бонне
5. 1966 —  Анжеліка і король — Мадам де Монтеспан
6. 1967 — Мій друг Нодар — Ія
7. 1969 — Біле сонце пустелі — Ґюльчатай
8. 1971 —  12 стільців — роль Наталії Варлей
9. 1972 —  Зіта і Ґіта — Зіта, Гіта
10. 1976 — Справжній  тбілісець та інші
11. 1977 — Легенда про динозавра
12. 1989 — Приватний детектив, або Операція «Кооперація» — Олена
13. 1992 — На Дерибасівській гарна погода, або На Брайтон-Біч знову йдуть дощі — агент ЦРУ Мері Стар / Фатіма
14. 1993 — Твін Пікс — Лора Палмер, Донна Гейворд, Одрі Горн, Люсі Моран, Медлін Фергюссон, Шеллі Джонсон, Джозі Пеккард, Енні Блекберн та ін.
15. 1989 —  Рабиня Ізаура — Ізаура
16. 1990 —  Джейн Ейр -Джейн Ейр

### Озвучування мультфільмів
- «38 папуг» (10 мультфільмів, знятих з 1976 по 1991 рік, крім одного випуску) — Мавпа
- Качині історії (російський дубляж) — Біллі (каченя)
- Пастка для кішок (російський дубляж) — Куки (щур-гангстер)
- Топо Джіджі (російський дубляж) — Джина (дівчинка)